# Pontiac Aztek
Pontiac Aztek – samochód osobowy typu crossover klasy średniej produkowany pod amerykańską marką Pontiac w latach 2000–2005.

## Historia i opis modelu

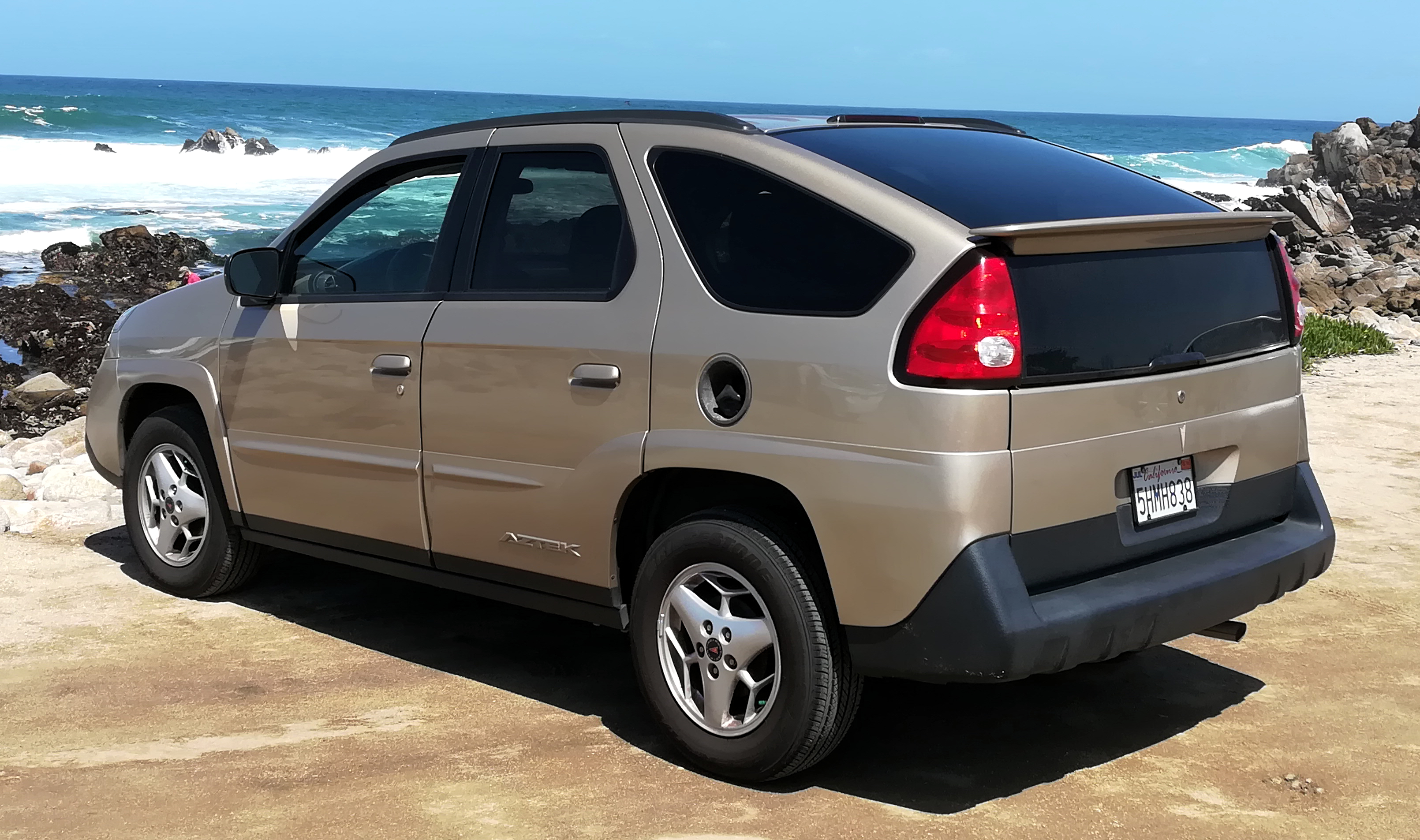
Pontiac Aztek - tył

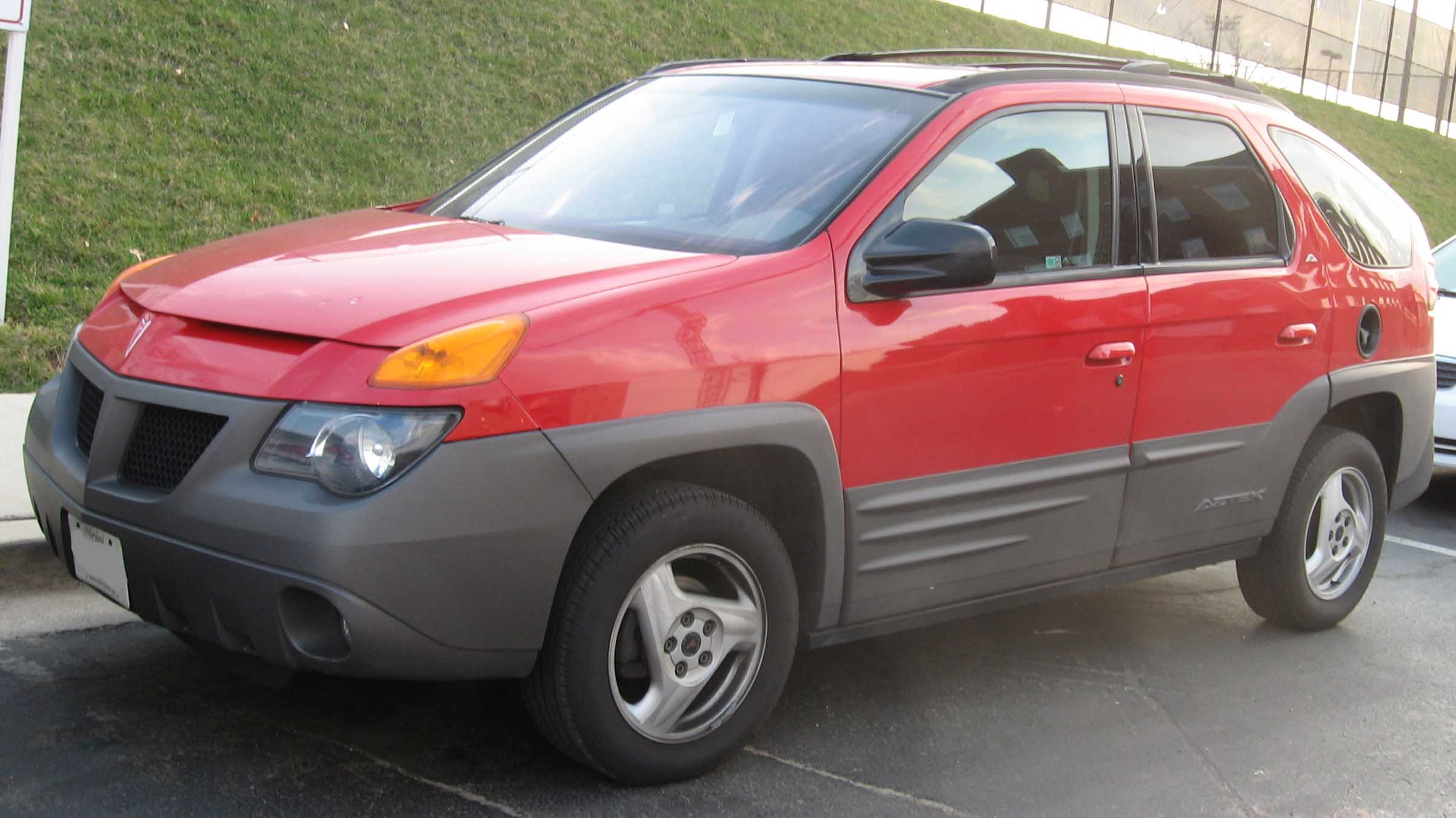
Pontiac Aztek GT

Zaprezentowany wiosną 2000 roku Pontiac Aztek był pierwszym w historii tej amerykańskiej marki samochodem łączącym cechy SUVa i minivana, będąc jednym z pierwszych crossoverów na rynku Ameryki Północnej. Wygląd samochodu był odtworzeniem kształtów prototypu z 1999 roku, którego autorem był Tom Peters. Aztek powstał na platformie  U-body General Motors, na której zbudowano także bliźniaczy technicznie model Buick Rendezvous.
Pontiac Aztek, pomimo trwającej jedynie 5 lat rynkowej obecności ograniczonej do Stanów Zjednoczonych, Kanady i Meksyku, zdobył ogólnoświatową popularność ze względu na nietypowy wygląd nadwozia. Kontrowersyjne proporcje i awangardowe rozwiązania stylistyczne samochodu przesądziły nadanie mu tytułu najbrzydszego samochodu świata, który wyłoniono w głosowaniu brytyjskiego dziennika Telegraph. Aztek był pierwszym samochodem typu crossover SUV oferowanym przez General Motors. Został zastąpiony modelem Torrent.
Pontiac Aztek w kremowym kolorze został wykorzystany w popularnym amerykańskim serialu pt. „Breaking Bad”. Samochodem jeździł główny bohater, Walter White.

### Silnik
- V6 3.4l LA1

### Produkcja
| Rok              | Sprzedane egzemplarze |
| ---------------- | --------------------- |
| 2000             | 11 201                |
| 2001             | 27 322                |
| 2002             | 27 793                |
| 2003             | 27 354                |
| 2004             | 20 588                |
| 2005             | 5020                  |
| 2006             | 347                   |
| 2007             | 69                    |
| Łącznie: 119 692 |                       |